# 穹隆薹草
穹隆薹草（学名：Carex gibba）为莎草科薹草属的植物。分布于日本以及中国大陆的河南、安徽、江西、四川、甘肃、福建、贵州、浙江、广东、江苏、陕西、辽宁、山西、湖南、湖北、广西等地，生长于海拔240米至1,290米的地区，常生于山坡草地、山谷湿地及林下。